# Milieu pour auxanogramme du carbone
 (avril 2025).
Si vous disposez d'ouvrages ou d'articles de référence ou si vous connaissez des sites web de qualité traitant du thème abordé ici, merci de compléter l'article en donnant les références utiles à sa vérifiabilité et en les liant à la section « Notes et références ».
 (décembre 2016).
L'auxanogramme du carbone est l'étude de la croissance d'une souche microbienne en présence d'une source de carbone unique et de facteurs de croissance. Le milieu utilisé est un milieu de culture synthétique.

## Usage
Ce milieu de culture est entièrement synthétique, sa composition est exactement connue. Il ne contient pas de source de carbone (glucides, acides aminés…) autres que ceux étudiés. Il permet la détermination, par la culture, de l'auxanogramme du carbone de chaque molécule et d'obtenir la liste des sources de carbone que le microorganisme est capable d'utiliser pour sa croissance dans les conditions du milieu, c'est-à-dire avec les facteurs de croissance présents s'il est auxotrophe pour certains.
Un milieu permet d'apprécier la consommation d'une source de carbone comme seul substrat carboné, le milieu Citrate de Simmons, mais la culture impose au microorganisme de n'avoir besoin d'aucun facteur de croissance.
Le milieu pour auxanogramme contient des éléments essentiels comme des acides aminés, des vitamines (facteurs de croissances) et des sources d'ions minéraux ce qui permet d'étudier un seul facteur limitant : la source de carbone étudiée.

## Composition du milieu et du supplément
| composition du milieu pour auxanogramme | qsp 1 L  |  | Solution oligoéléments (proposée par l'ATCC) | qsp 1 L |
| --------------------------------------- | -------- |  | -------------------------------------------- | ------- |
| L-histidine                             | 10,0 µg  |  | EDTA                                         | 500 mg  |
| DL-méthionine                           | 20,0 µg  |  | MgSO4 . 7H2O                                 | 3000 mg |
| DL-tryptophane                          | 20,0 µg  |  | MnSO4 . H2O                                  | 500 mg  |
| Biotine                                 | 10,0 µg  |  | NaCl                                         | 1000 mg |
| Thiamine                                | 1,0 µg   |  | FeSO4 . 7H2O                                 | 100 mg  |
| Pyridoxine                              | 1,0 µg   |  | Co(NO3)2 . 6H2O                              | 100 mg  |
| Pantothénate de calcium :               | 1,0 µg   |  | CaCl2 (anhydre)                              | 100 mg  |
| Acide nicotinique                       | 1,0 µg   |  | ZnSO4 . 7H2O                                 | 100 mg  |
| Inositol                                | 10,0 µg  |  | CuSO4 . 5H2O                                 | 10 mg   |
| Sulfate d'ammonium                      | 500 mg   |  | AlK(SO4)2 (anhydre)                          | 10 mg   |
| Chlorure de calcium                     | 100 mg   |  | H3BO3                                        | 10 mg   |
| Chlorure de sodium                      | 100 mg   |  | Na2MoO4 . 2H2O                               | 10 mg   |
| solution d'oligoéléments                | 1 mL     |  | Na2SeO3 (anhydre),                           | 1 mg    |
| Agar-agar                               | 8 à 12 g |  | Na2WO4 . 2H2O                                | 10 mg   |
| pH                                      | 5,6      |  | NiCl2 . 6H2O                                 | 20 mg   |

Le supplément est la solution de Berthelot dont la composition est introuvable. Elle est remplacée ici par celle de l'ATCC (voir Bibliographie)
Le milieu complet peut avoir la composition suivante (selon Sigma - Alldrich) n'incluant pas tous les oligoéléments cités dans l'ATCC.
| Composition milieu complet (Sigma) | pour 1 L  |
| ---------------------------------- | --------- |
| Ammonium sulfate                   | 5000 mg   |
| L-histidine chlorhydrate           | 10 mg     |
| DL-Méthionine                      | 20 mg     |
| DL-Tryptophane                     | 20 mg     |
| Biotine                            | 2 µg      |
| Panthoténate de calcium            | 0,4 mg    |
| Acide folique                      | 2 µg      |
| Niacine                            | 0,4 mg    |
| Acide 4-aminobenzoïque             | 0,2 mg    |
| Pyridoxine chlorhydrate            | 0,4 mg    |
| Riboflavine                        | 0,2 mg    |
| Thiamine chlorhydrate              | 0,4 mg    |
| Inositol                           | 2 mg      |
| Acide borique                      | 0,5 mg    |
| Sulfate de cuivre II               | 40 µg     |
| Iodure de potassium                | 0,1 mg    |
| Fer III chlorure                   | 0,2 mg    |
| Manganèse sulfate                  | 0,4 mg    |
| Molybdate de sodium                | 0,2 mg    |
| Zinc sulfate                       | 0,4 mg    |
| Dihydrogénophosphate de potassium  | 1000 mg   |
| Magnésium sulfate                  | 500 mg    |
| Chlorure de sodium                 | 100 mg    |
| Chlorure de calcium                | 100 mg    |
| pH final à 25 °C                   | 5,4 ± 0,2 |

## Préparation
Deux possibilités :
- soit le milieu est solide et présenté en boîte de Petri. Après ensemencement, on place des disques de glucides ou d'autres sources de carbone à étudier. Observer alors la culture ou non autour du disque.Auxanogramme du carbone en boite de Petri par la méthode des disques - Pascal FRAPERIE

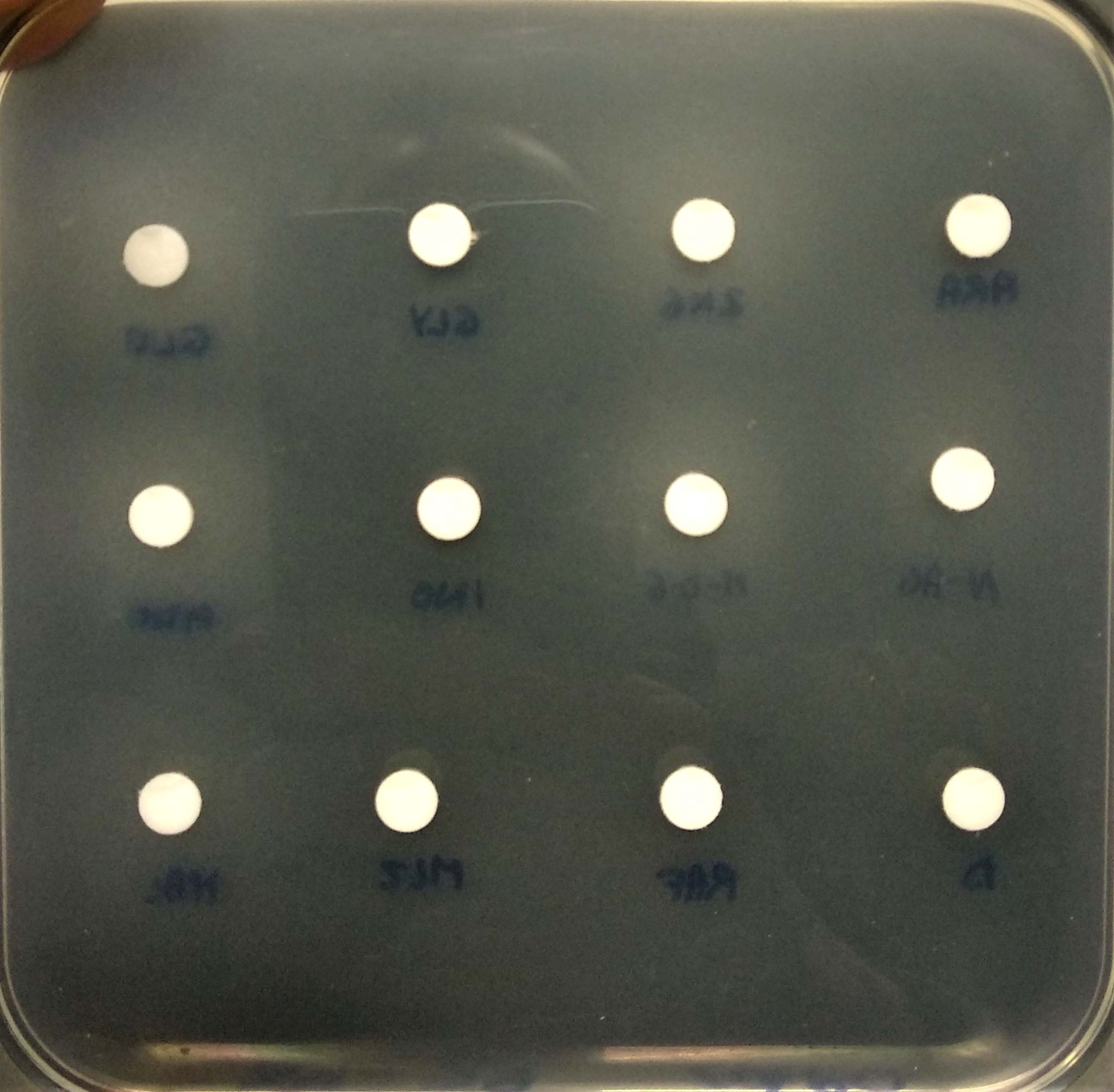
Auxanogramme du carbone en boite de Petri par la méthode des disques - Pascal FRAPERIE

- soit le milieu est semi-solide et utilisé dans les galeries API, les cupules de cette dernière contiennent les glucides ou d'autres sources de carbone à étudier. Observer alors la culture dans la cupule (en général dans la zone aérobie de la cupule pour la galerie API20NE).Galerie API 20NE - partie auxanogramme - Pascal FRAPERIE  CAP = acide caprique (décanoïque)  ADI = acide adipique  MLT = acide malique   CIT = acide citriqueou dans la galerie API20 C Aux destinée à l'identification des levures, ici Candida albicans : Candida albicans en galerie API20C Aux - S. Droguet

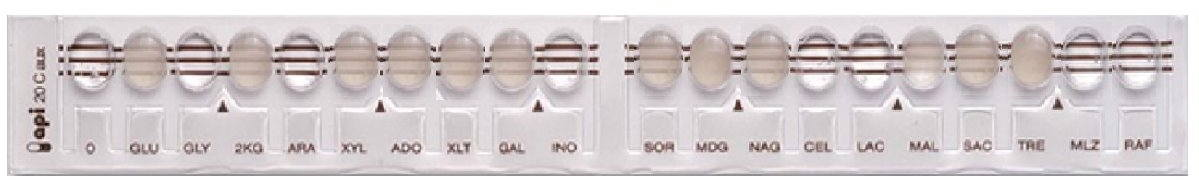
Candida albicans en galerie API20C Aux - S. Droguet

## Lecture
La présence d'une culture indique que le microorganisme est capable d'assimiler a source de carbone étudiée (glucide ou autre).